# Caty, la chica gato
Caty, la chica gato (en el original inglés, The Cat Girl, y en holandés, Katja Kruif y Het Katmeisje) es una serie de historietas realizada por Giorgio Giorgetti para la Syndication International inglesa desde 1969. Es, en parte, una contrapartida al típico superhéroe masculino.

## Trayectoria editorial
Caty, la chica gato empezó a publicarse en la revista inglesa Sally en 1969, pasando dos años después a la revista Tammy. Simultáneamente, se serializaba en la revista holandesa Tina, y al poco, lo haría también en las españolas Lily y Esther, gozando de la suficiente popularidad para que Bruguera lanzase monográficos recopilatorios de sus aventuras dentro de la Colección Joyas Literarias Juveniles, serie azul en 1981.